# فليتنر في 265
فليتنر في 265 طائرة هليكوبتر تجريبية صممها انطون فليتنر.

## التصميم والتطوير
هذه المروحية، التي تم تطويرها في عام 1938 بدعم من كريغسمارينه لألمانيا النازية، جعلت من الممكن، ولأول مرة، الانتقال من رحلة ذات أجنحة دوارة تعمل بالطاقة إلى الأوتوماتيكية والعودة مرة أخرى، مما يجعلها أكثر طائرات الهليكوبتر أمانًا في وقتها. على النقيض من إف أي 185، كانت Fl 265، التي يعتقد أنها المثال الرائد لدوارات المتشابكة، تحتوي على دوارين متشابكين 12 قطر م، مدعوم ينمب 160 حصان (119 كيلووات) BMW-Bramo Sh 14 محرك شعاعي في أنف جسم الطائرة، مزود بمروحة للمساعدة في التبريد. تم بناء ست طائرات هليكوبتر، ولكن تم تقليص إنتاجها لصالح فليتنر في 282. 

## المشغليين
Germany
- لوفتفافه

## المواصفات (Fl 265)
- الطاقم: 1
- الطول: 6.16 m (20 ft 3 in)
- الارتفاع: 2.82 m (9 ft 3 in)
- Empty weight: 800 kg (1,764 lb)
- Max takeoff weight: 1,000 kg (2,205 lb)
- Powerplant: 1 × سيمنز هالسكي ش 14 7-cyl. fan-assisted air-cooled radial piston engine, 119 kW (160 hp)
- Main rotor diameter: 2× 12.3 m (40 ft 4 in)
- Main rotor area: 237.6 m2 (2,558 sq ft) total area

الأداء
- السرعة القصوى: 140 km/h (87 mph, 76 kn) at sea level
- المدى: 300 km (190 mi, 160 nmi)
- Service ceiling: 4,100 m (13,500 ft)